# Sid (mythologie)
Pour les articles homonymes, voir Sid.
Sid est une divinité phénicienne-punique peut-être liée à la médecine et la guérison ou à la chasse, dont on a des traces dès le VIIe siècle av. J.-C., et qui est particulièrement attesté à Carthage. Il a fait l'objet d'un culte dans le temple d'Antas en Sardaigne, entre le Ve siècle et le IIe siècle av. J.-C, qui est en 1995 le seul temple qui lui soit dédié connu.
Il est parfois associé à d'autres divinités du panthéon phénicien, Shadrapha ou Horôn. Il est associé à Carthage, à partir du IVe siècle av. J.-C., à Tanit et Melqart.